# Notruf Niederösterreich
Notruf Niederösterreich oder im öffentlichen Auftritt 144 Notruf Niederösterreich ist die dienststellenübergreifende Leitstelle verschiedener Einsatzorganisationen, vor allem der Rettungsdienste in Niederösterreich. Diesen Namen führt die ehemalige LEBIG (Leitstellen-Entwicklungs-, Betriebs- und Integrations-Gesellschaft) seit Jänner 2008.
Mit dem Rettungsdienstgesetz aus dem Jahr 2016, einem Landesgesetz in Niederösterreich, wurde Notruf Niederösterreich als zentrale Alarmierungsstelle für Rettungs- und Notarzteinsätze festgelegt.

## Organisatorisches
Notruf Niederösterreich ist eine Gesellschaft mit beschränkter Haftung, Gesellschafter sind das Land Niederösterreich (66 %), der Landesverband Niederösterreich des Roten Kreuzes (26 %), der Landesverband Niederösterreich des Arbeiter-Samariter-Bundes (5,2 %) und der Christophorus Flugrettungsverein des ÖAMTC (2,9 %). Ihre Standorte hat die Leitstelle in Mödling, St. Pölten, Stockerau und Zwettl, dennoch agiert sie dezidiert als eine Leitstelle an mehreren Standorten. Für Österreich ist dies eine recht außergewöhnliche Form der Disposition von Rettungsdiensten. Die Technik ist im Wiener Arsenal und unter der Landespolizeidirektion in St. Pölten untergebracht.
Außerdem verfügt Notruf Niederösterreich über die Mobile Leitstelle LeoMobil, welche bei Veranstaltungen und Großereignissen eingesetzt wird.
Mit 1 Million Dispositionen pro Jahr, davon 166.000 Notfalleinsätzen ist Notruf Niederösterreich die größte Einsatzleitung Europas und zählt zu den fünf größten weltweit.

## Aufgaben
Die Aufgaben von Notruf Niederösterreich sind die charakteristischen einer Leitstelle für den Rettungsdienst, also im Wesentlichen Entgegennahme von Notrufen und anderen eingehenden Anrufen sowie die Disposition von Rettungsmitteln, Krankentransporten und weiteren medizinischen und sozialen Kräften. Des Weiteren vermittelt 144 Notruf Niederösterreich im Gesundheits- und Sozialdienst, im Ärztedienst und steht für Information der Bevölkerung im Katastrophenfall offen.
Die Leitstelle arbeitet eng mit dem niederösterreichischen Bergrettungsdienst (betreibt seit Gründung die Leitstelle der niederösterreichischen und Wiener Bergrettung) und der niederösterreichischen Ärztekammer (Technik und Arbeitsplätze für die Kurznummer 141) zusammen.
Mit Stand Dezember 2011 wurden 206 Rettungsdienststellen mit insgesamt 815 Einsatzfahrzeugen, davon 42 Notarztmittel betreut. Insgesamt wurden 2011 fast 1,7 Millionen Telefonate abgewickelt, davon mehr als 350.000 Notrufe über 144, 141 sowie 140. Während nachts mindestens 7 Personen Dienst versehen, sind es werktags bis zu 40 Mitarbeiter, welche zu Stoßzeiten an die 4.000 Fälle pro Tag bearbeiten, wovon etwa 16 % Rettungseinsätze betreffen, den überwiegenden Teil aber Krankentransporte bilden. Im Katastrophenfall kann die Leitstelle mit bis zu 67 Mitarbeitern besetzt werden.
Nach der Installation des Systems wurden auch Leitstellensysteme in Dubai sowie anlässlich der Fußball-Weltmeisterschaft 2006 in Hamburg und Stuttgart unter Mithilfe von 144 Notruf Niederösterreich aufgebaut. Mit Moskau laufen ebenfalls Verhandlungen zur Übernahme des Systems.
Während sie für den Rettungsdienst nur für das Bundesland zuständig ist, hat sie die Alarmierung des Speziellen Rettungsdienstes, nämlich der Österreichischen Höhlenrettung für große Teile des Bundesgebietes übernommen. Aus diesem Grund gibt die Höhlenrettung den Notruf 144 mit der Vorwahl von Wiener Neustadt an, also 0 26 22/144. Daneben gibt es einzelne Landesverbände der Österreichischen Höhlenrettung, welche über andere Stellen alarmiert werden wie z. B. der Landesverband Tirol, welcher über die Leitstelle Tirol alarmiert wird.

## Alarmierung und Kommunikation
Die Entgegennahme eines Notrufs gliedert sich in zwei Schritte, die von unterschiedlichen Personen durchgeführt werden:
Der Calltaker erfragt gemäß dem Advanced Medical Priority Dispatch System Protokoll (kurz AMPDS) alle relevanten Informationen vom Notrufmelder. Anschließend betreut er den Anrufer weiter und gibt erforderlichenfalls Anleitung zur Ersten Hilfe.
Auf Basis der ermittelten Information leitet noch während des Gesprächs der Disponent die Alarmierung der notwendigen Rettungsmittel und anderen Notdienste wie Polizei oder Feuerwehr ein.
Bekommt der Calltaker über ein Mobiltelefon keine Antwort mehr, so kann unmittelbar mit einer Handyortung begonnen werden, um so den Standort des Notrufmelders zu bestimmen. Spitäler und Krankenanstalten werden über eintreffende Patienten avisiert.
Die Leitstelle arbeitet auf drei verschiedenen Kommunikationsebenen:
- Wie die Rettungsdienste selbst und andere Blaulichtorganisationen ist auch die Leitstelle am österreichweiten TETRA-Funknetz beteiligt. Der Funkbetrieb wird dabei auf mehrere Gruppen aufgeteilt.[14]
- Die Leitstelle setzt weiters selbst ein flächendeckendes Pager-Netz ein. Dieses arbeitet redundant mit einem POCSAG-Protokoll sowohl über TETRA als auch über Satellit.
- Als dritten Kommunikationsweg verwenden sämtliche Fahrzeuge auch GSM-Handys.

### Apps und Onlineservices
Zusätzlich hat Notruf Niederösterreich mehrere Apps für Tablets und Smartphones sowie Onlineservices entwickelt. Die iPad-Version ESApp Fahrzeug (ES steht hier für Emergency Service) ist für Geräte gedacht, die in Rettungsdienstfahrzeugen beim Fahrerplatz befestigt werden, um Daten über Notfallort und -geschehen zu übermitteln und die Navigation zu übernehmen. Die für diesen Zweck befestigten iPads sind fix im Fahrzeug verbaut. Eine weitere App heißt ESApp Personal und ist als iOS- und Android-Version verfügbar. Sie wird von Mitarbeitern der angeschlossenen Organisationen auf deren privaten Smartphones verwendet, um diesen Einsatzalarmierungen zu schicken, während sie im Dienst sind beziehungsweise als First Responder zusätzlich zum Rettungswagen alarmiert werden. Die neueste App, die sich derzeit in Entwicklung befindet, heißt LeoDOK. LeoDok läuft als Standalone Anwendung auf extra für diesen Zweck angeschafften iPads und ist in die anderen Apps und Onlineservies von Notruf Niederösterreich integriert. Ziel von LeoDOK ist es, die gesamte Dokumentation im Rettungsdienst zu digitalisieren. In einem ersten Schritt beginnen Testversuche, die Abrechnungsdaten mit den Versicherungsträgern über dieses System abzuwickeln ab Februar 2018. Ab dem 2. Quartal 2018 soll über diese App außerdem die Dokumentation der gesetzten medizinischen Maßnahmen an sich abgewickelt werden.
Zusätzlich zu den genannten Apps gibt es unter notrufnoe.com eine umfassende Informationsplattform, die verschiedene Bevölkerungsgruppen anspricht. Für Mitarbeiter der angeschlossenen Organisationen gibt es spezielle Webansichten, wo für den Dienst relevante Informationen eingesehen werden können.

### LEA
In Zusammenarbeit mit dem NÖ Landesfeuerwehrverband entwickelte Notruf Niederösterreich eine Leitstellen-Einsatzkräfte App (LEA) für eine verbesserte Kommunikation zwischen der Leitstelle und den Vorortkräften innerhalb des Bundeslandes. Diese ging im März 2025 in Betrieb und löste eine bisher verwendete Alarmierung durch ein System, über das schon eine SMS- bzw. Internetverbindung bestand, aber kostenpflichtig war.

### Betreute Organisationen
in Niederösterreich
- Österreichisches Rotes Kreuz Landesverband Niederösterreich
- Samariterbund Österreich Dienststellen in Niederösterreich
- Christophorus Flugrettungsverein
- Johanniter-Unfall-Hilfe
- Österreichischer Bergrettungsdienst Wien/Niederösterreich
- Ärztenotdienst der Niederösterreichischen Ärztekammer
- Österreichische Wasserrettung Landesverband Niederösterreich
- Rettungshunde Niederösterreich
- ÖHU Suchhundestaffel
- Akutteam Niederösterreich
- NÖ Landesgesundheitsagentur
- Notfallseelsorge Niederösterreich

außerhalb Niederösterreichs
- Österreichische Höhlenrettung
- SIMOS (Leitstelle für Sicherheit und Mobilität Stuttgart)

## Geschichte
Im Oktober 2001 erachtet es das Land Niederösterreich in einer Analyse für das Rote Kreuz und den Arbeiter-Samariter-Bund für nötig, den Leitstellenbetrieb, der bis dahin dezentral von den einzelnen Dienststellen oder einer Gruppe mehrerer Dienststellen selbst versehen worden ist, komplett zu reformieren und zu zentralisieren. Hauptargument dabei ist, dass benachbarte Dienststellen effektiver arbeiten könnten, wenn sie gegenseitig über ihre jeweils aktuelle Auftragslage und Auslastung Bescheid wüssten.
Im Jänner 2003 einigte man sich beim Roten Kreuz auf zukünftig neun Leitstellenstandorte, im März des Jahres wurden die Geschäftsführer bestellt, im November stiegen der Samariterbund und der Flugrettungsverein des ÖAMTC bei der LEBIG ein. Anfang 2007 übernahm das Land Niederösterreich die Mehrheitseigentümerschaft an der LEBIG. Mitte 2007 schloss sich auch die Johanniter-Unfall-Hilfe Dienststelle Orth/Donau an die LEBIG an. Nach Mitteilung von 144 Notruf NÖ wurden die bisherigen Betriebsstätten Mistelbach und Tulln Ende Juli 2009 am Standort Tulln zusammengeführt. Als Gründe wird die verbesserte Wirtschaftlichkeit sowie die nunmehrige technische Machbarkeit durch den Digitalfunk genannt. Ende März 2010 geschah dies ebenfalls mit den beiden Standorten Wiener Neustadt und Baden am Standort Baden.
Seit 1. Jänner 2007 heißt das Unternehmen Notruf Niederösterreich.
Seit Herbst 2008 wurde an der Umstellung vom bisherigen analogen Funk auf den neuen Digitalfunk gearbeitet und die beteiligten Rettungsstellen wurden schrittweise umgestellt. Im Zuge dessen wurden auch per 1. Jänner 2009 allen Fahrzeugen neue Funknummern zugeteilt, siehe dazu auch Funksystem der BOS in Österreich. Die Umstellung auf Digitalfunk ist im Juli 2009 abgeschlossen worden.
Seit 1. Juli 2010 wird von 144 Notruf Niederösterreich auch die Notrufnummer 141 unter der neuen Bezeichnung „NÖ Ärztedienst“ (zuvor „Ärztenotdienst“ der Ärztekammer) mitbetreut, um Doppelgleisigkeiten zu vermeiden. Auslöser für die Übernahme waren Diskussionen nach einem Diagnosefehler bei der Notrufannahme von 141, der zum Tod eines Patienten führte.
Im November 2010 zeichnete das Landesstudio Niederösterreich des ORF ein Österreich Bild am Sonntag über den Betrieb der Leitstelle auf, das bundesweit ausgestrahlt wurde.
In den Jahren 2011 bis 2013 erstellte Notruf Niederösterreich gemeinsam mit der via donau und slowakischen Rettungs- und Brandschutzdiensten unter der Leitung des slowakischen Innenministeriums ein Notfallkonzept für Notfälle auf der Donau vor allem in den Grenzregionen. Das als Projekt CARESS@danube bezeichnete Projekt wurde mit einer Übung im Oktober 2013 bei Hainburg an der Donau abgeschlossen.
Im Jahr 2013 begannen Pilotversuche, wobei die von Notruf Niederösterreich entwickelte Software auch für die Feuerwehren in Niederösterreich erweitert und von den Bezirksalarmzentralen verwendet wird. Erste Bezirke sind Amstetten, Krems inklusive der Stadt Krems und Mödling.
Seit zwei Rettungsabkommen im Jahr 2016, nachdem auch niederösterreichische Rettungsfahrzeuge sowohl in den südmährischen als auch in den südböhmischen Grenzraum auf Einsatzfahrten und umgekehrt entsendet werden können, ist die Notruf Niederösterreich auch mit dem Leitsystem in den beiden Regionen verbunden.
2016 wurde der Standort aus den Räumlichkeiten der dortigen Rot-Kreuz-Bezirksstelle in Tulln nach Korneuburg verlegt.
Am 1. Jänner 2017 übernahm Notruf Niederösterreich den Betrieb des AKUTteams Niederösterreich, einer sozialen Einrichtung des Landes, die psychologische Unterstützung in Krisensituationen bietet. Ebenfalls zu diesem Zeitpunkt startete ein Projekt des Notarzthubschrauber Christophorus 2, der nun auch Primäreinsätze in der Nacht fliegt.
Seit April 2017 betreibt Notruf Niederösterreich auch die neu ins Leben gerufenen Gesundheitshotline 1450 für Niederösterreich, bei der speziell geschulte, diplomierte Krankenpflegefachkräfte rund um die Uhr Selbsthilfetipps geben, um die Spitalsambulanzen und auch den Rettungsdienst zu entlasten. In kritischen Fällen wird auch bei einem Anruf bei 1450 der Rettungsdienst verständigt. Ebenso kommt es mittlerweile bei nicht kritischen Anrufen unter dem Notruf 144 zu Umleitungen auf 1450.
2020 wird das Projekt Acute Community Nurse (ACN) starten. Hierbei sollen diplomierte Krankenpfleger und Krankenpflegerinnen selbständig pflegerische Einsätze abarbeiten, um unnötige Transporte in Krankenhäuser zu vermeiden.
Mit dem 23. Juni 2022 übersiedelte der bisherige Standort in Korneuburg, welcher für die Gebiete Krems, Tulln sowie das gesamte Weinviertel zuständig ist, nach Stockerau über. Dieser Schritt wurde vollzogen da die bisherigen Räumlichkeiten zu klein für die gestiegene Personalanzahl wurde.
Im Jänner 2023 wurde die zweite Phase des Pilot-Projektes Acute Community Nurse (ACN) umgesetzt. Mit Stockerau und St. Pölten kamen damit zwei weitere Standort zum bisherigen Bruck an der Leitha hinzu. Im November 2023 wurden Josef Schmoll und der medizinische Leiter von Notruf Niederösterreich, Christian Fohringer, zu Geschäftsführern bestellt. Sie folgten damit auf Christoph Constantin Chwojka, der sich im Februar 2023 nach über 20 Jahren aus gesundheitlichen Gründen als Geschäftsführer zurückzog. Interimistisch wurde die Leitstelle von Rudolf Hochsteger geleitet.
Im März 2024 wird erstmals in Österreich die Systemergänzung für Mobiltelefone vorgestellt, bei der sich die Notrufstelle auch über Kamera zum Einsatzort verbinden kann, wenn es der Teilnehmer zulässt, damit sich der Disponent ein Vorortbild verschaffen kann.

## Kritik
Vor allem in der Anfangszeit kam 144 Notruf Niederösterreich nicht aus den Schlagzeilen. So berichten etliche Medien über Fehldispositionen und Ungereimtheiten bei der Auftragsvergabe mit teils recht gravierenden Konsequenzen. Das Unternehmen selbst blieb allerdings immer auf dem Standpunkt, korrekt gehandelt zu haben. Bei Untersuchungen (Justiz und Landesdienststellen) wurden keinerlei Verfehlungen festgestellt. Aus den Kreisen der Rettungsdienste kommt zum Teil harsche Kritik und der Vorwurf, die Zentralisation der Leitstellentätigkeit hätte sich im Vergleich mit der bis dahin üblichen dezentralen Abwicklung über die einzelnen Rettungsdienststellen negativ auf die Qualität der Disposition ausgewirkt.
Viele Kritiker meinen, dass das oben angeführte Hauptargument für die Etablierung 144 Notruf Niederösterreichs, die gegenseitige Kenntnis der Auftragslage benachbarter Dienststellen nicht gegriffen hat, da es kaum vorkommt, dass Rettungsdienststellen Patienten aus fremden Einzugsgebieten übernehmen beziehungsweise, wenn überhaupt nur in Fällen, in denen sie dies auch vor Etablierung 144 Notruf Niederösterreichs getan haben. Die Ursache läge an der dezentralen Struktur der Rettungsdienststellen, die übergreifende Disposition verbieten, womit sich die ambivalente Situation ergibt, dass 144 Notruf Niederösterreich mit einem Argument, von dem im Voraus festgestanden haben muss, dass es nicht greifen würde, etabliert wurde. Die Disposition zeitkritischer Einsätze wurde gemäß den Ergebnissen einer vom Land Niederösterreich (bevor es selbst Gesellschafter von 144 Notruf Niederösterreich wurde) in Auftrag gegebenen Studie reformiert. Das Land erachtet die durchgeführten Neuerungen als Verbesserung der Dispositionstätigkeit.
Diese Kritik muss jedoch differenziert betrachtet werden. Im Speziellen muss man hier zwischen zeitkritischen „Rettungsdienst-Einsätzen“ sowie nicht zeitkritischen „Rettungsdienst-Aufträgen“ differenzieren. Während bei ersteren seitens der Leitstelle immer das ersteintreffende Fahrzeug der laut Ausrückordnung geforderten Fahrzeugkategorie disponiert wird, werden nicht zeitkritische „Aufträge“ bevorzugt durch die lokal zuständigen Organisation beschickt, wenn diese mit einem ihrer Fahrzeuge den Einsatzort in unter 15 Minuten erreichen kann. Ist das nicht der Fall, wird eine andere Organisation alarmiert. Es muss also festgehalten werden, dass die von Kritikern bemängelte Alarmierung von einer lokal zuständigen Dienststelle immer nur dann stattfindet, wenn es sich um einen nicht zeitkritischen Auftrag handelt.

## Auszeichnungen
Im Jahr 2010 errang die Leitstelle das Center of Excellence als einzige deutschsprachige Leitstelle unter den weltweit 3000 Bewerbern. Vergeben wird diese Auszeichnung von der Akademie für Notfalldisposition in Salt Lake City allerdings nur auf kostenpflichtigen Antrag.
Das Unternehmen selber erklärt, weltweit die einzige Leitstelle zu sein, die sowohl die Auszeichnung Certificate of Quality Standard der EENA besitzt als auch regelmäßig als Accredited Center of Excellence ausgezeichnet wird.
Im Jahr 2021 neuerlich mit Center of Excellence zertifiziert, wurde sie eine von zwei der tausenden Leitstellen weltweit, die dieses Zertifikat dreimal in Folge erlangten.